# Renzo Sanguineti
Renzo Sanguinetti (11 de dezembro de 1997) é um velejador peruano que é medalhista dos Jogos Pan-Americanos.

## Trajetória esportiva
O velejador conquistou o bronze nos Jogos Pan-Americanos de 2019, na classe Sunfish. 